# Éder Luís
Éder Luís de Oliveira (Uberaba, 4 febbraio 1985) è un ex calciatore brasiliano, di ruolo attaccante.

## Carriera
Éder Luís ha iniziato la sua carriera nelle giovanili dell'Atlético Mineiro tra il 2004 e il 2005. Promosso in prima squadra nel 2005, ha disputato 103 partite segnando 21 reti fino al 2007. Nel 2008 è passato in prestito al San Paolo, con cui ha collezionato 27 presenze e 5 gol.
Nel 2009 è tornato all'Atlético Mineiro, mettendo a segno 12 reti in 35 partite. Nel 2010 è stato acquistato dal Benfica, ma ha avuto poco spazio (5 presenze e 1 gol), venendo ceduto nello stesso anno al Vasco da Gama.
Con il club carioca ha vissuto una delle esperienze più importanti della sua carriera: 97 presenze e 16 gol tra il 2010 e il 2013, seguite da un prestito all'Al-Nasr negli Emirati Arabi Uniti, dove ha segnato 5 volte in 17 presenze. È tornato poi al Vasco da Gama (2014-2017), disputando 30 partite.
Nel 2018 ha firmato con il Red Bull Brasil, senza però scendere in campo, venendo successivamente ceduto in prestito al Ceará, dove ha collezionato 13 presenze. Ha poi giocato con il São Bento, Guarani e Uberlândia prima di ritirarsi nel 2021.

## Caratteristiche tecniche
Terzino destro di ruolo, è un giocatore rapido e dinamico, capace di adattarsi anche come terzino sinistro o centrocampista difensivo. Pur non particolarmente dotato fisicamente, si distingue per grinta, resistenza e senso della posizione. Affidabile in fase difensiva, contribuisce anche in appoggio alla manovra offensiva, pur non essendo noto per le doti realizzative.

## Palmarès

### Club
- Campionato brasiliano di seconda divisione: 1

Atlético Mineiro: 2006
- Campionato brasiliano: 1

San Paolo: 2008
- Campionato portoghese: 1

Benfica: 2009-2010
- Coppa di Lega portoghese: 1

Benfica: 2009-2010
- Coppa del Brasile: 1

Vasco da Gama: 2011